# تشو تاو
تشو تاو (بالصينية: 朱涛) (20 نوفمبر 1974 - ) هي لاعبة كرة قدم صينية في مركز الوسط.

## وصلات خارجية
- تشو تاو على موقع الاتحاد الدولي (مؤرشف)  (الإنجليزية)